# Stefan Gorski
Stefan Michał Gorski (ur. 21 lipca 1882 w Płocku, zm. 9 sierpnia 1940 w Mauthausen-Gusen) – polski dziennikarz, publicysta, redaktor. Publikował także pod pseudonimem Michał Nałęcz.

## Życiorys
Syn Kornela, lekarza wojskowego, i Heleny z Zaborowskich. Wychowywał się pod opieką babki Romany z Sumińskich Zaborowskiej, uczęszczał do gimnazjum rządowego w Płocku, a następnie do Szkoły Handlowej Zgromadzenia Kupców w Łodzi. W 1903 r. rozpoczął studia na Wydziale Filozoficznym Uniwersytetu we Lwowie, gdzie studiował nauki historyczne pod kierunkiem profesora Szymona Askenazego. Na terenie lwowskiej Czytelni Akademickiej szerzył ideę racjonalnego kształcenia młodych dziennikarzy, zorganizował Kółko Dziennikarskie, które pod jego kierownictwem rozwijało ożywioną działalność.
W gazetach zaczął zamieszczać swoje artykuły dość wcześnie – w 1900 r. został współpracownikiem „Rozwoju”, „Gońca Łódzkiego”, „Ech Płockich i Łomżyńskich” oraz „Kuriera Codziennego”.
Był korespondentem „Kuriera Warszawskiego”, ogłosił na jego łamach artykuły o gazetach prowincjonalnych oraz o sztuce i piśmiennictwie w Łodzi (1904). Tematykę łódzką prezentował również na łamach warszawskiego „Świata” w latach 1906–1908.
Swoje łódzkie obserwacje opublikował w książce Łódź spółczesna – obrazki i szkice publicystyczne (Łódź 1904), „ważnej już choćby dlatego, iż wzbogaciła ubogą literaturę o tym mieście o książkę inteligentną i pod wieloma względami wartościową”.
W 1905 r. ogłosił monografię Dziennikarstwo polskie. Ogłosił rozprawy: Towarzystwo Naukowe Płockie w „Przeglądzie Historycznym” (1906) i Towarzystwo Naukowe w Lublinie w „Bibliotece Warszawskiej” (1905), o dziejach cenzury w Polsce (tamże 1905) i w „Tygodniku Ilustrowanym” zamieścił w latach 1903–1908 szereg szkiców o gazetach pisanych (1906), o prasie warszawskiej w okresie insurekcji (1903), gazetach prowincjonalnych (1904), o sztuce i piśmiennictwie w Łodzi (1904) i czasopismach polskich wydawanych w obcych językach (1907). Ukazały się też jego autorstwa biografie: chłopa-dziennikarza, Hieronima Koląbryny, ps. Wawrzyńca Sikory z Liszyna pod Płockiem („Tygodnik Ilustrowany” 1907), pisarza gazety świątecznej – „Promyka” („Tygodnik Ilustrowany” 1906).
W Warszawie założył i redagował w latach 1908–1914 antyniemieckie i antysemickie czasopismo „Dzień”.
Na łamach „Dnia” przypomniał o rocznicy 250-lecia istnienia prasy polskiej. Drukował szereg artykułów okolicznościowych o prasie, jej liczebności, przeszłości i wysuwał koncepcję założenia szkoły dziennikarskiej. Jakby w przewidywaniu mającej nastąpić wojny napisał w 1908 r. znakomity artykuł oparty na ścisłych danych statystycznych i własnych obserwacjach i wydany pod kilkoma tytułami: Niemcy w Królestwie Polskim, Forpoczty niemieckie w Królestwie Polskim, Organizacje niemieckie w Królestwie Polskim (w „Świecie Słowiańskim”, jak i oddzielna broszura). Pokazał w nim celową planową pruską akcję kolonizatorską w Królestwie i wynikające z niej groźne następstwa. Wydany w przekładzie na język rosyjski artykuł Передовые посты немцев в Царстве Польском szeroko był omawiany przez niezależną prasę rosyjską. Dlatego po wybuchu I wojny światowej udał się do Rosji, skąd po upadku caratu powrócił do kraju.
W 1918 r. nabył majątek ziemski Nadułki w ziemi wyszogrodzkiej, wieś rodzinną swej pierwszej żony Haliny Kosińskiej i tam gospodarował. Brał wówczas czynny udział w pracy organizacji rolniczych oraz nadal zabierał głos na łamach prasy, poruszając w artykułach publicystycznych rozmaite problemy społeczno-gospodarcze.
W 1922 r. zamieszkał w Płocku. W 1922 r. redagował tam „Dziennik Płocki”, pisał również na temat prasy i drukarstwa w „Kurierze Warszawskim”.
Gdy powstało przy Wyższej Szkole Dziennikarskiej Koło Naukowe słuchaczy tej uczelni do badań nad prasą, wybrano go w 1937 r. członkiem honorowym Koła.
Drugi raz ożenił się z Marią Leśniewską, córką generała Józefa Leśniewskiego.
W 1940 r. został aresztowany przez okupantów niemieckich i wywieziony do obozu koncentracyjnego Mauthausen-Gusen. Zmarł w 1940 r. w Mauthausen, zamordowany przez hitlerowców.